# Ташкентское конструкторское бюро машиностроения
Ташкентское конструкторское бюро машиностроения  — ТашКБМ — советское ракетно-космическое предприятие, располагавшееся в Ташкенте.

## История

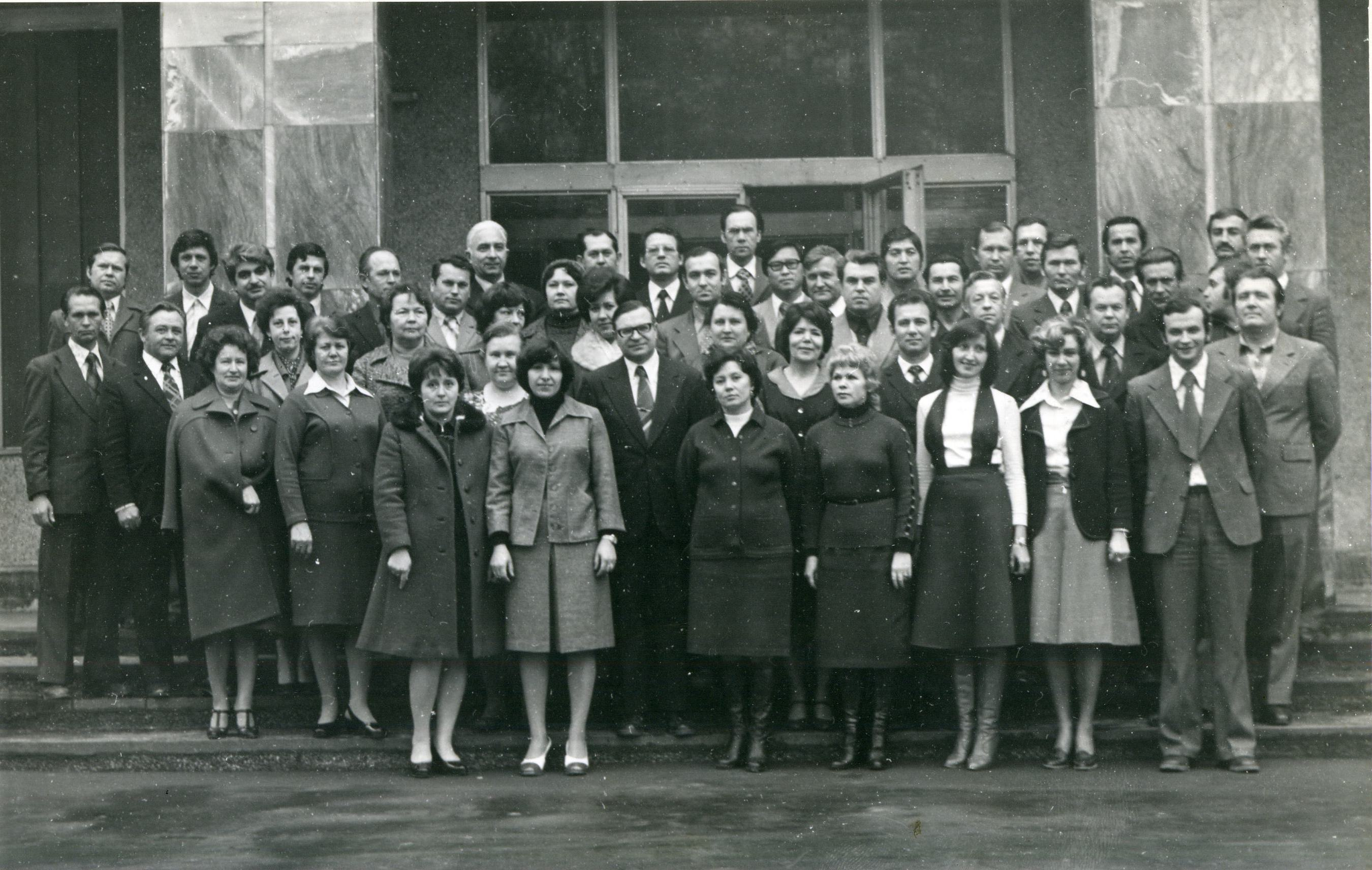
Юбилей ТашКБМ в 1979 году. Ветераны предприятия на крыльце центрального входа в КБ.
Расшифровка фотографии дана на рис.:

Ташкентское КБ машиностроения было создано в ноябре 1969 года как филиал Конструкторского Бюро Общего Машиностроения — КБОМ (Москва), которым руководил Генеральный конструктор Владимир Павлович Бармин.
Территориально, создаваемое в Ташкенте КБ, стало располагаться в здании бывшего штаба ТуркВО в доме № 72 по улице Жуковского.
Первоначально оно получило название Филиал КБ Общего Машиностроения(ФКБОМ). В 1978 году ФКБОМ был переименован в Ташкентское КБ машиностроения.
Для создания филиала в Ташкент приехали специалисты из КБОМ во главе с Владимиром Геннадьевичем Елисеевым, который стал первым Главным конструктором и Борисом Петровичем Жуковым, который стал Первым заместителем Главного конструктора. Создаваемые в КБ отделы также первоначально возглавили специалисты КБОМ. С 1979 года Главным конструктором ТашКБМ стал Шавкат Ахадович Вахидов. С 1981 года Первым зам.начальника Главного конструктора, а затем с 1988 года Начальником ТашКБМ стал лауреат Государственной премии Юрий Исаевич Болотин.
Основной костяк коллектива ФКБОМ на первом этапе его создания также составили работники Ташкентского авиационного предприятия.

### Автоматические устройства для исследования планет
Перед создаваемым в Ташкенте предприятием сразу были поставлены задачи по участию в работах и исследованиях путей создания лунных баз, создания солнечных концентраторов для энергоснабжения жилых лунных модулей, установок по получению кислорода и воды из пород лунного грунта, различных устройств и приборов для обеспечения жизнедеятельности на Луне.
Первой успешной разработкой специалистов, созданного в ФКБОМ, было сконструированное и созданное специалистами этого предприятия грунтозаборное устройство «ЛБ-09», установленное на советском лунном аппарате «Луна-24», который совершил мягкую посадку на поверхность Луны 18 августа 1976 года. С помощью этого устройства была пробурена скважина глубиной более 2 метров. Грунт с сохранением распределения по глубине был извлечен, специальным образом упакован и доставлен на Землю возвращаемым модулем и передан десяткам исследовательских центров для дальнейшего анализа. Главный конструктор ФКБОМ Елисеев В. Г. в составе советской делегации ездил в США для передачи порции лунного грунта в НАСА.
Предприятием были разработаны грунтозаборные установки для работы на Марсе и его спутнике Фобосе, в частности экспериментальные образцы пенетраторов для исследований Фобоса, система причаливания к Фобосу долгоживущей автоматической станции (ДАС) и другие устройства для исследований планет Солнечной системы.
Так специалистами ташкентского КБ было разработано и создано грунтозаборное устройство для работы на поверхности Венеры, работающее при иных нежели на Луне условиях: температура до +500 °C, давлении до 95 атмосфер и химически агрессивный состав атмосферы планеты, которое было установлено советских автоматических космических станциях «Венера-13» и «Венера-14», совершивших в марте 1982 года мягкую посадку на поверхность планеты Венеры и осуществивших уникальные эксперименты по бурению, забору и транспортировке грунта в герметичный специальный отсек для изучения физико-химических свойств венерианского грунта.
В 1985 году устройства, созданные в ТашКБМ, принимали участие в глобальном космическом проекте «Венера — комета Галлея». В 1985 году доставленный с помощью посадочного аппарата «Вега-1» бурильный агрегат выполнил бурение и анализ грунта уже в другом районе Венеры.
Значительные успехи, достигнутые специалистами Ташкентского КБ Машиностроения в деле освоения космического пространства, неоднократно отмечались научной общественностью и правительством.

### Создание установок для выращивания новых материалов в космосе
Специалисты ТашКБМ также занимались исследованиями в области создания новых уникальных материалов, производимых в космосе. Так была создана экспериментальная установка, получившая название «КЛ-01» («Сплав-01»). Это устройство представляло собой высокотемпературную импульную печь для проведения экспериментов на обитаемом космическом аппарате (космической станции). На установке «Сплав-01» было проведено более 200 плавок и экспериментов по получению образцов различных материалов. Она проработала на борту станции «Салют-6» в течение трёх лет. Затем специалистами КБ был создан автомат «Сплав-02», для отработки полупромышленного производства на беспилотных космических аппаратах. Эта установка работала на борту автоматического КА «Космос-1475» в апреле 1985 года.
Для проведения исследований по созданию новых материалов космосе в ТашКБМ был создан экспериментальный комплекс «ТВ-01». Этот комплекс в течение более двух лет работал на борту знаменитой станции «Мир», и на нём в 1987—1988 годах были выполнены многочисленные эксперименты по исследованию самых разнообразных процессов в невесомости.
Всего в области космического материаловедения в ТашКБМ было опубликовано более 140 статей и получено более 500 изобретений.

### Разработка крупногабаритных трансформируемых антенн
Так называемая антенная тематика заключалась в разработке крупногабаритных трансформируемых конструкций, которые можно было разворачивать в космосе. Эта тематика развивалась одновременно со строительством полигона «Невич» для их наземных испытаний.
В 1985 −1986 годах в ТашКБМ был разработан ряд больших трансформируемых антенных конструкций: АБ-01 с диаметром сферического зеркала 30 м, точностью поверхности 4 мм; АБ-02 — с диаметром параболоидного зеркала 10,2 м, с точностью поверхности 0,5 мм; АБ-05 — с размерами зеркала в форме вырезки параболоида 10 Х 22 метра. В этот период ТашКБМ стало сотрудничать по программе «Радиоастрон», в которой участвовали СССР, США, Германия, Канада, Австралия, Финляндия и другие страны. В этой программе специалисты ТашКБМ занимались созданием космической антенны.
Наземный комплекс по программе «Радиоастрона» начали строить в Узбекистане, в горах Зааминского района на плато Суффа. Сейчас это Международная радиоастрономическая обсерватория «Суффа».

### Средства защиты космических аппаратов
Коллектив ТашКБМ с начала 80-х годов XX века активно работал над задачами, имеющими непосредственное отношение к оборонной тематике.
В основном специалисты предприятия разрабатывали системы и средства защиты космических аппаратов, находящихся в космосе, на задачах предупреждения о возможных воздействиях на космические аппараты, а также на проблемах распознавания и документального фиксирования этих фактов. К 1987 году были разработаны опытные образцы таких изделий. Устройство имело автономное энергоснабжение, собственную систему измерений, малую телеметрию, передатчик и антенну круговой диаграммы направленности, и набор специальных датчиков, регистрирующих практически все возможные виды поражения космического аппарата. В этот же период специалистами ТашКБМ был создан упрощенный вариант подобного устройства, который мог выполнять только основные функции основного устройства.
Также специалисты ташкентского КБ исследовали и разрабатывали новые методы и способы защиты космических аппаратов, исследовали различные средства радиоэлектронного подавления, проводили эксперименты с использованием космозолей, разрабатывали методы, средства и способы создания ложных целей, тепловых экранов, средств уменьшения эффективной площади рассеивания космических аппаратов.
Также специалисты КБ разрабатывали спецвычислитель для обеспечения функционирования всех систем защиты.
Актуальность многих задач подобного рода послужила в дальнейшем одной из причин создания в Ташкенте в 1988 году ещё одного предприятия ракетно-космической отрасли — Ташкентского НИИ Проектирования, которое через некоторое время получило название Ташкентское НИИ Космического приборостроения (ТашНИИКП).
Некоторые изделия, разработанные специалистами ТашКБМ, нашли и гражданское применение, так например ими был оснащен комплекс МЕДЕО под Алма-Атой для снежно-лавинного предупреждения через космос.

### Производственные и экспериментальные базы
Специалистами ТашКБМ много сил отдавали вопросам дальнейшего развития производственных и экспериментальных баз. В течение 1981—1982 годов вышло несколько Постановлений Правительства СССР и Правительства УзССР, посвященных этой проблеме. Под Ташкентом, в горах, рядом с древним кишлаком Невич была создана уникальная экспериментальная база «Невич», содержащий многочисленные стенды и сооружения, механические корпуса, сборочные цеха и мастерские, приемную радиотелеметрическую и другую измерительную аппаратуру, также различная, в том числе, социальная инфраструктура. Этот полигон был полностью оснащен и подготовлен к эксплуатации к концу 80-х годов XX века, что позволял выполнить и отрабатывать самые различные заказы, в том числе по созданию крупногабаритных конструкций антенн для использования в космосе.